# Christina Salmivalli
Christina Salmivalli (née le 18 septembre 1967) est une psychologue finlandaise. Professeure de psychologie à l'université de Turku en Finlande, Salmivalli est reconnue comme une experte du harcèlement scolaire.

## Biographie
En 1992, Salmivalli obtient un master de psychologie de l'université de Turku. Elle soutient une thèse de doctorat en psychologie dans la même université en 1998. Ses recherches, sur les facteurs sociaux et ceux liés à la personnalité dans le harcèlement scolaire, sont récompensés du prix de meilleure thèse de l'Académie finlandaise des sciences en 1999.
Salmivalli est nommée professeur-adjoint à la faculté de psychologie de l'université de Turku en 2001, puis obtient un poste de professeur titulaire en 2004. Elle est professeur invité à l'université de Stavanger en Norvège, l'université Edith-Cowan de Perth en Australie ou encore à l'université du Shandong de Jinan en Chine,.
En 2020, alors que la pandémie de COVID-19 sévit en Finlande, le bureau du Premier ministre nomme Mme Salmivalli à la tête d'un groupe scientifique de 13 membres chargé de donner des conseils sur les efforts à déployer pour atténuer les effets à long terme de la pandémie.

## Travaux de recherche
Salmivalli conduit des recherches sur la psychologie développementale et éducationnelle dans le cadre du harcèlement scolaire. Elle a notamment publié sur le rôle du groupe social dans le harcèlement,.

### KiVa
En 2006, Salmivalli met en place une équipe de chercheurs missionnée par le ministère de l'éducation et de la culture finlandais pour développer et évaluer un programme d'action contre le harcèlement. Le résultat de leur travail, le programme KiVa (acronyme pour "kiusaamista vastan", "contre le harcèlement"), intègre des cours sur les émotions humaines, les rapports sociaux sains, les réactions que les témoins de harcèlement doivent avoir. Ce programme intègre aussi un protocole spécifique que les enseignants doivent suivre quand ils ont connaissance d'actes de harcèlement,.
KiVa est devenu le programme de prévention du harcèlement en Finlande et est mis en place de manière effective depuis 2016 dans plus de 2300 établissement scolaires finlandais. Il a été repris dans d'autres établissements à l'étranger comme au Chili, en Italie, au Royaume-Uni et aux Pays-Bas,.
L'efficience du programme KiVa a été évaluée par plusieurs études longitudinales. L'une d'entre elles portant sur plus de 7000 étudiants finlandais a mis en évidence une amélioration significative de la situation des étudiants harcelés et de leur santé mentale à l'école grâce au programme KiVa, comparativement à la situation d'échantillons similaires dans des écoles n'appliquant pas encore le programme.

## Récompenses
Salmivalli est élue « psychologue de l'année » par l'Association finlandaise de psychologie (Suomen Psykologiliitto) en 2009. En 2017, la ministre de l'éducation et de la culture finlandaise Sanni Grahn-Laasonen lui remet le prix finlandais de la science d'une valeur de 100 000 euros,.

## Publications
- Christina Salmivalli, Kirsti Lagerspetz, Kaj Björkqvist, Karin Österman et Ari Kaukiainen, « Bullying as a group process: Participant roles and their relations to social status within the group », Aggressive Behavior, vol. 22, no 1,‎ 1998, p. 1–15 (ISSN 0096-140X, DOI 10.1002/(SICI)1098-2337(1996)22:1<1::AID-AB1>3.0.CO;2-T, lire en ligne)
- (en) Christina Salmivalli, « Participant role approach to school bullying: implications for interventions », Journal of Adolescence, vol. 22, no 4,‎ 1999, p. 453–459 (DOI 10.1006/jado.1999.0239, lire en ligne)
- (en) Christina Salmivalli et Eija Nieminen, « Proactive and reactive aggression among school bullies, victims, and bully-victims », Aggressive Behavior, vol. 28, no 1,‎ 2002, p. 30–44 (ISSN 0096-140X, DOI 10.1002/ab.90004, lire en ligne)
- (en) Christina Salmivalli et Marinus Voeten, « Connections between attitudes, group norms, and behaviour in bullying situations », International Journal of Behavioral Development, vol. 28, no 3,‎ 2004, p. 246–258 (ISSN 0165-0254, DOI 10.1080/01650250344000488, lire en ligne)
- (en) Christina Salmivalli, « Bullying and the peer group: A review », Aggression and Violent Behavior, vol. 15, no 2,‎ 2010, p. 112–120 (DOI 10.1016/j.avb.2009.08.007, lire en ligne)
- (en) Antti Kärnä, Marinus Voeten, Todd D. Little, Elisa Poskiparta, Anne Kaljonen et Christina Salmivalli, « A Large-Scale Evaluation of the KiVa Antibullying Program: Grades 4-6: Evaluation of KiVa Antibullying Program », Child Development, vol. 82, no 1,‎ 2011, p. 311–330 (DOI 10.1111/j.1467-8624.2010.01557.x, lire en ligne)